# لسانيات ديكارتية

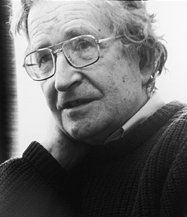

صِيغَ مصطلح اللسانيات الديكارتية مع نشر كتاب اللسانيات الديكارتية: فصل من تاريخ التفكير العقلاني (1966)، وهو كتاب في اللسانيات من تأليف نعوم تشومسكي. كلمة «الديكارتية» هي صفة تعود على رينيه ديكارت، الفيلسوف البارز من القرن السابع عشر. ومع ذلك، فبدلًا من الاقتصار على أعمال ديكارت، يدرس تشومسكي مؤلفين آخرين مهتمين بالتفكير العقلاني. يناقش تشومسكي، على وجه الخصوص، قواعد بورت رويال اللغوية (1660)، وهو كتاب يبشر ببعض أفكاره المتعلقة بالنحو الكلي (القواعد اللغوية العالمية).
يتتبع تشومسكي تطور النظرية اللسانية من ديكارت إلى فيلهلم فون همبولت، أي من التنوير مباشرة حتى الرومانسية. يؤكد المذهب الأساسي لكتاب اللسانيات الديكارتية أن السمات العامة لبنية القواعد اللغوية مشتركةٌ بين جميع اللغات وتعكس خصائص أساسية محددة للعقل. كُتب الكتاب بهدف تعميق «فهمنا لطبيعة اللغة والعمليات والبِنى العقلية التي تكمن وراء استخدامها واكتسابها». رغب تشومسكي بتسليط الضوء على هذه البنى الأساسية للغة الإنسانية، وبالتالي ما إذا كان المرء يستطيع أن يستنتج طبيعة الكائن الحي من لغته.
تلقى كتاب تشومسكي مراجعات سلبية في الغالب. جادل النقاد بأن كتاب «اللسانيات الديكارتية» يفشل في أن يكون تصورًا منهجيًا أو حدثًا تاريخيًا.

## الموضوعات التي يتناولها كتاب اللسانيات الديكارتية

### الإنسان مقابل الحيوان البهيم
تظهر في كل من البشر والحيوانات عوامل ميكانيكية معينة للوظيفة اللغوية، مثل الاستجابة للمنبهات؛ غير أن تشومسكي يستشهد بالعديد من تجارب ديكارت في القرن السابع عشر، والتي أظهرت أن الجانب الإبداعي للغة يقتصر فقط على البشر. هذه هي النظرية الديكارتية لإنتاج اللغة في جوهرها.
يكتب تشومسكي، «إن أحد الإسهامات الأساسية لما نسميه «اللسانيات الديكارتية » هو ملاحظة أن اللغة البشرية، في استخدامها الطبيعيّ، متحررة من سيطرة المنبهات الخارجية أو الحالات الداخلية التي يمكن تحديدها بصورة مستقلة، ولا تقتصر على أي وظيفة اتصال عملية، على العكس من اللغة الزائفة للحيوانات على سبيل المثال». «باختصار، تظل «اللغة» الحيوانية كاملةً ضمن حدود التفسير الميكانيكي كما تصوره ديكارت وكوردموا» فالجانب الإبداعي للغة هو ما يفصل بين البشر والحيوانات.

### التحرر من الغريزة
تتخلل النظرية الديكارتية صبغةٌ فلسفية. مثال على هذا فكرة أن التحرر من الغريزة ومن سيطرة المنبه هو الأساس لما نسميه «العقل الإنساني». فضعف الغريزة هو ميزة الإنسان الطبيعية، التي تجعل منه كائنًا عقلانيًا. «انطلاقًا من هذا المفهوم عن اللغة، ما هي إلا خطوة قصيرة نحتاج إليها لربط الجانب الإبداعي لاستخدام اللغة بالإبداع الفني الحقيقي». بمعنى آخر، «الجودة «الشعرية» للغة العادية مستمدة من استقلالها عن التنبيه الفوري وتحررها من المقاصد العملية»، وهو موضوع يرتبط أساسًا بالفلسفة الديكارتية.

### العالمية
يقارن تشومسكي نظريات مفكري عصر التنوير فيلهلم فون همبولت ويوهان غوته ويوهان جوتفريد هردر، ويصورهم باحثين يطمحون خلف نظام عالمي ويظهرون ميلهم للتفكير الديكارتي ويسعون إلى نشره في مناطق مختلفة من الأوساط الأكاديمية. تندرج جهود هومبولت للكشف عن الشكل العضوي للغة، مثل العديد من التجارب المذكورة، في سياق اللغويات الحديثة لإظهار الاختلافات بين النموذج الديكارتي للّسانيات والنموذج الحديث في اللغويات، ولتوضيح مساهمات السابق لهذا الأخير.
جانب آخر من هذه الشمولية هو القواعد النحوية والنحو التوليدي، وهي مقاربة لتشومسكيان، ولها جانب واحد منتشر في كل مكان من اللغة والذي يوفر «الوحدة العضوية» التي كتب هومبولت عنها. من أفكار هومبولت أيضًا، فكرة أن القوى التي تولد اللغة والفكر هي نفسها.

### البنية العميقة مقابل البنية السطحية
«سعيًا خلف التمييز الأساسي بين الجسد والعقل، تفترض اللسانيات الديكارتية بشكل مميز أن للغة جانبان»، وهما الصوت/الطابع المميز اللغة وأهميتها. قد لا يكون التفسير الدلالي واللفظي متطابقان في اللسانيات الديكارتية. غالبًا ما تتمثل التراكيب العميقة فقط في العقل (مرآة الفكر). على عكس التراكيب السطحية، تختلف التراكيب العميقة باختلاف اللغات. قد تحجب العمليات التحويلية التي تسفر عن التراكيب السطحية للّاتينية والفرنسية على سبيل المثال، السمات المشتركة لتراكيبها العميقة. يقترح تشومسكي، «يبدو لي الأمر من نواحٍ كثيرة دقيقًا تمامًا، إذ يجب أن نبحث في نظرية قواعد النحو التوليدي التحويلي، فهي تتطور في الأعمال الحديثة، مثل النسخة الجديدة والأكثر وضوحًا من نظرية بورت رويال».

### ملخص قواعد بورت للنحو الملكي
تعد القواعد النحوية عند بورت رويال مرجعًا غالبًا ما يُستشهد به في اللسانيات الديكارتية والتي يعتبرها تشومسكي مثالًا مناسبًا أكثر من الفلسفة اللسانية الديكارتية. «للجملة جانب عقلي داخلي (تراكيب عميقة لنقل المعنى) وجانب خارجي مادي مثل التسلسل الصوتي». تفي نظرية البنية العميقة والبنية السطحية هذه، المُطورة في اللسانيات اللغوية في بورت رويال، بالمتطلبات الرسمية لنظرية اللغة. يصفه تشومسكي في المصطلحات الحديثة بأنها «نظام أساسي يولد بنية عميقة ونظام تحويلي ليحولها إلى بنية سطحية»، وهو في الأساس شكل من قواعد النحو التوليدية التحويلية التي تشبه النظريات الحديثة.

### الماضي والحاضر
يربط تشومسكي بين الماضي والحاضر بقوله إنه من وجهة نظر النظرية اللسانية الحديثة، فإن وصف واكتشاف التراكيب العميقة أمر سخيف، وفقًا للدراسة الحالية والتقدير الكمي لأشياء مثل «الحقيقة اللسانية» و «المراسلات الصوتية». على أي حال، لم تنجح المحاولات التقليدية للتعامل مع نظرية البنية العميق والسطحية.
فكرة ديكارت للغة، هي أنها شكل من أشكال التعبير عن الذات، لا لمجرد التواصل... لم تعالج اللسانيات الحديثة، أو بالأحرى لم تعترف بالمشاكل التي أثارتها الفلسفة الديكارتية بالكامل. لقد أُهملت باعتبارها مشاكل غير ضرورية لنظرية مقبولة بشكل عام. جانب آخر من اللسانيات الديكارتية هو «ضرورة استكمال البيانات الوصفية مع شرح عقلاني»، من أجل تأهله ليكون علمًا حقيقيًا. يدّعي تشومسكي أن العقلانية والأولوية المفرطة كانتا شائعتين في فترة عصر التنوير، وأن هناك فرضية أساسية كبيرة مفقودة، تتعلق بالطبيعة العامة للغة في التحليل الديكارتي للبنية العميقة.